# Ogrody (Poznań)

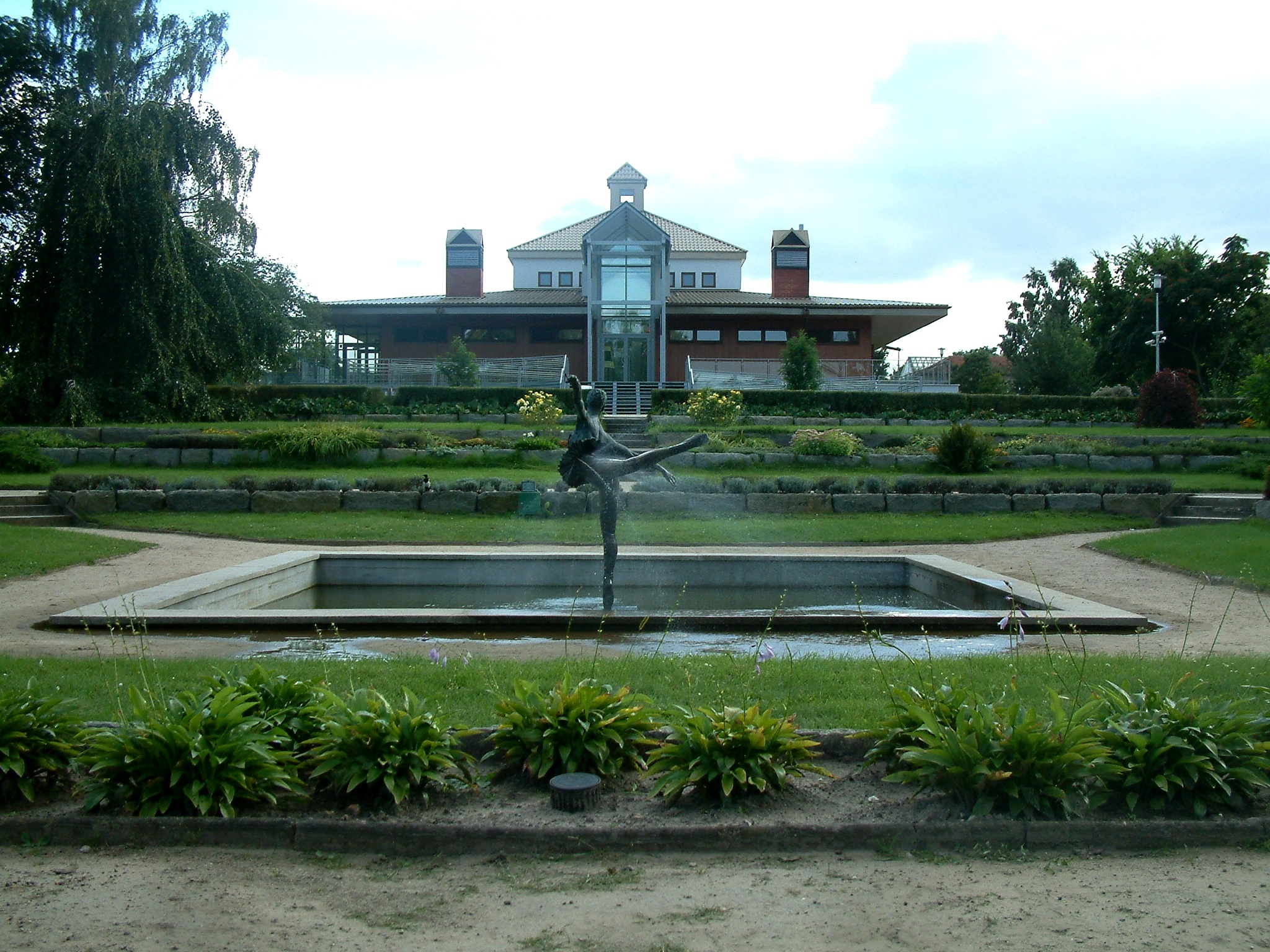
Ogród Botaniczny - kawiarnia

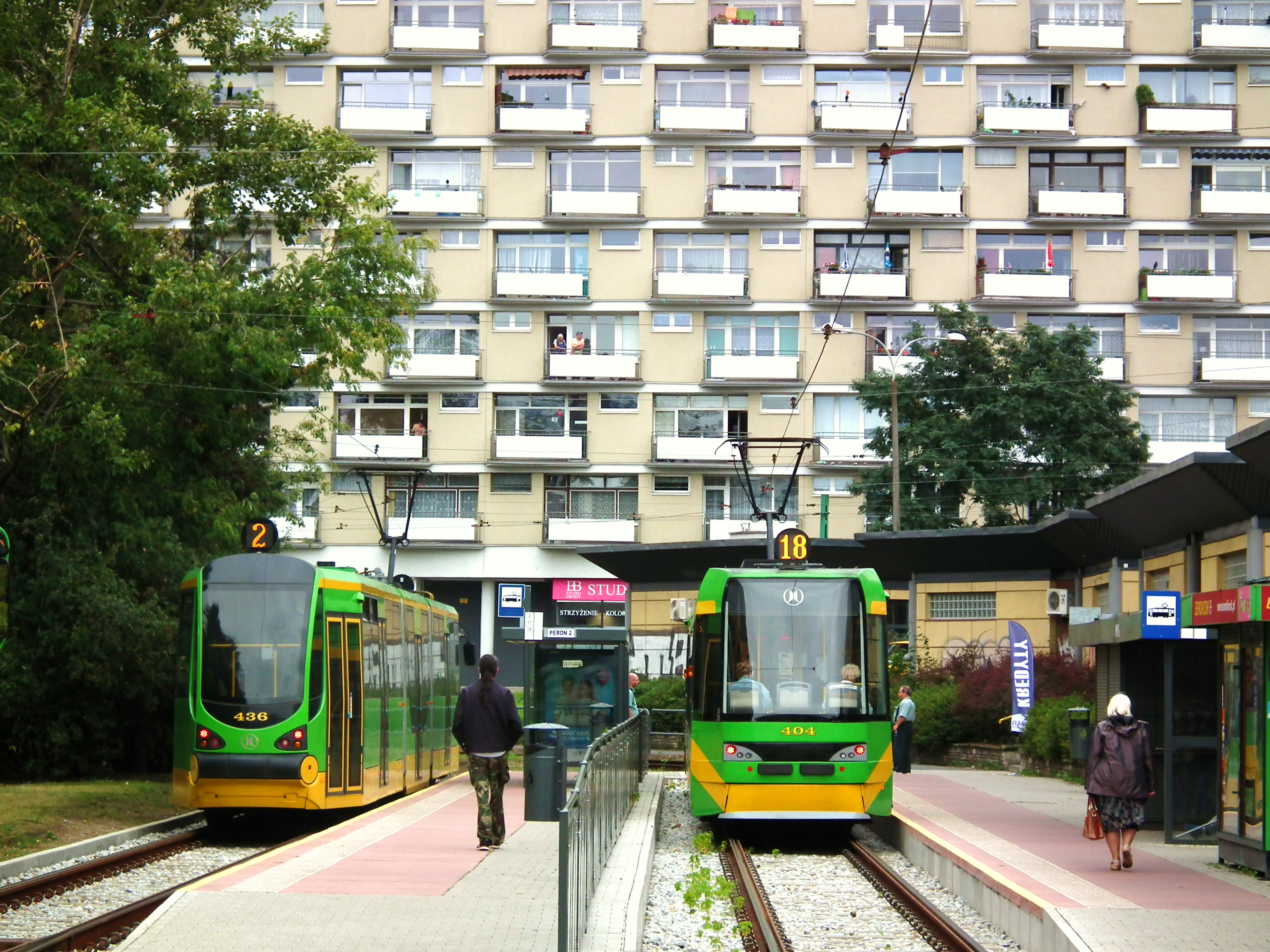
Tramwaje na pętli "Ogrody" (pl. Waryńskiego)

Ogrody – część miasta Poznania i osiedle administracyjne w północno-zachodnim obszarze miasta.

## Położenie
Ograniczają je ulice Żeromskiego, Przybyszewskiego, Świętego Wawrzyńca, Bukowska i Polska. Nazwa osiedla pochodzi od otwartego w 1925 Ogrodu Botanicznego. Centralny punkt Ogrodów stanowi pl. Ludwika Waryńskiego, na którym znajduje się najwięcej sklepów oraz jeden z największych w mieście punktów przesiadkowych komunikacji publicznej. W części od pl. Waryńskiego w kierunku centrum w większości zabudowę stanowią bloki. Natomiast od pl. Waryńskiego w kierunku Smochowic i Krzyżownik są to w znakomitej większości domki jednorodzinne.

## Historia
W 1994 r. utworzono jednostkę pomocniczą miasta Osiedle Ogrody. Następnie w 1998 r. zmieniono granice osiedla.

## Obiekty
- Wydział Nauk Społecznych UAM, w tym Collegium Znanieckiego
- Kolegium Zembala
- historyczny Cmentarz Jeżycki
- Ogród Botaniczny
- Zespół Szkół Elektrycznych nr 1 wraz z XXVI Liceum Ogólnokształcącym i Profilowanym
- IV Liceum Ogólnokształcące im. KEN
- Medyczne Studium Zawodowe (Szamarzewskiego 99)
- Szkoła podstawowa nr 70 im. Mikołaja Kopernika
- Samodzielny Publiczny Szpital Kliniczny nr 5 (ul. Szpitalna) oraz Klinika Psychiatrii Dorosłych Uniwersytetu Medycznego
- Wielkopolskie Centrum Chorób Płuc i Gruźlicy (ul. Szamarzewskiego)
- Samodzielny Publiczny Szpital Kliniczny Przemienienia Pańskiego (część, ul. Szamarzewskiego)
- kościół parafialny pw. Chrystusa Dobrego Pasterza (ul. Nowina)
- skwer Ireny Bobowskiej

## Komunikacja
Elementy komunikacyjne:
- pętla tramwajowa „Ogrody” (linie 2, 8, 17, 18) (pl. Waryńskiego)[4]
- pętla autobusowa linii 156, 186, 833, 834 (ul. Dąbrowskiego)
- pętla autobusowa linii 121 (ul. Szpitalna)
- pętla autobusowa linii 835, 836, 837 (ul. Dąbrowskiego)
- pętla autobusowa linii podmiejskich (Gmina Tarnowo Podgórne) 801, 802, 803, 804, 811, 812, 813, 821 (ul. Szpitalna)
- przystanki linii autobusowych 182, 191, 193, 219, 258 oraz autobusów PKS (ul. Dąbrowskiego)

W latach 80. XX wieku planowano modernizację dawnej bazy MPK Poznań, jaka znajdowała się przy ul. Polskiej róg Dąbrowskiego, obok której miał zostać wybudowany dworzec autobusowy z pętlą tramwajową. W dalszych planach jest też budowa centrum rozrywki i wielopoziomowego parkingu, któremu przyświeca idea pozostawiania samochodu na przedmieściach miast na korzyść komunikacji publicznej.